# Samaritanischer Targum
Der Samaritanische Targum ist die Übersetzung des Samaritanischen Pentateuchs ins Aramäische.
Wie auch der Samaritanische Pentateuch wurde seine aramäische Übersetzung der europäischen Gelehrtenwelt durch die Pariser Polyglotte bekannt (1645). Der Druck basierte auf einer Handschrift, die Pietro della Valle im Jahr 1616 in Damaskus erwarb. Sie blieb lange Zeit die einzige Textgrundlage für die Kenntnis des Samaritanischen Targums, bis gegen Ende des 19. Jahrhunderts weitere Handschriften u. a. aus Nablus bekannt wurden. Eine kritische Ausgabe besorgte Abraham Tal in den 1980er Jahren.
Die vielen Handschriften und Handschriftenfragmente weisen untereinander zahlreiche Abweichungen auf. Die Situation erklärt sich am einfachsten so, dass es von Beginn an eine Vielzahl aramäischer Übersetzungen gegeben hat und sich, anders als etwa beim jüdischen Targum Onkelos, nie eine Fassung als textus receptus durchsetzen konnte. Die Entstehungszeit des Targums bzw. der Targume ist unsicher, sie liegt jedoch deutlich vor den ältesten erhaltenen Handschriften, die sämtlich aus dem Mittelalter stammen. Eine inhaltliche Beeinflussung durch die jüdischen Targumim, insbesondere den Targum Onkelos, lässt sich nicht feststellen.
Mit dem allmählichen Aussterben des Aramäischen als Umgangssprache zugunsten des Arabischen schwand auch das Interesse am Targum und die arabischen Übersetzungen gewannen an Bedeutung. Aus dieser Zeit rühren vereinzelte Arabismen und arabische Glossen in den Handschriften.